# Eucalyptus campaspe
Eucalyptus campaspe är en myrtenväxtart som beskrevs av Spencer Le Marchant Moore. Eucalyptus campaspe ingår i släktet Eucalyptus och familjen myrtenväxter. Inga underarter finns listade i Catalogue of Life.